# 十號梅爾維爾鎮區 (北卡羅萊納州阿拉曼斯縣)
十號梅爾維爾鎮區（英語：Township 10, Melville）是位於美國北卡羅萊納州阿拉曼斯縣的一個鎮區。

## 地方資料
十號梅爾維爾鎮區的面積為72.52平方千米，皆為陸地。根據2020年美國人口普查的數據，當地共有人口22303人，而人口密度為每平方千米307.54人。